# TNA World Championship
Le TNA World Championship est le championnat de catch (lutte professionnelle) utilisé par la Total Nonstop Action Wrestling.

## Historique

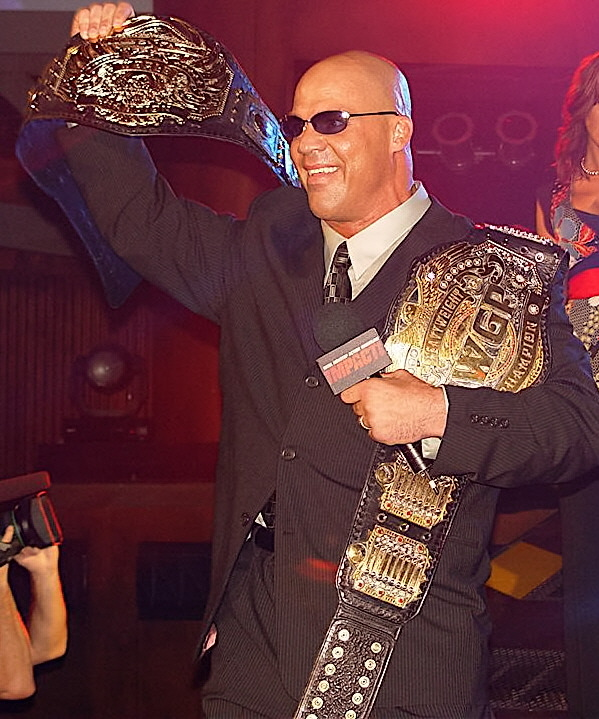
Kurt Angle, premier vainqueur du championnat et détenteur du plus grand nombre de règnes

### Les débuts
En 2002, Jeff Jarrett et Jerry Jarrett formaient la NWA TNA, négociant en même temps une entente de licence avec la National Wrestling Alliance (NWA) qui lui garantissait les droits pour le NWA World Heavyweight Championship et le NWA World Tag Team Championship.
La TNA se séparait de la NWA en 2004, mais s'assurait le droit de continuer d'utiliser les deux titres de la NWA jusqu'en 2014. La TNA était permise d'utiliser les titres de la manière dont elle voulait, sans avoir l'approbation requise des dirigeants de la NWA. Alors que ces titres restaient défendus dans plusieurs territoires et fédérations de la NWA, le contrôle des titres était exclusif à la TNA.
Lors de la séparation de la TNA et la NWA le titre se séparait en deux avec le TNA World Heavyweight championship et le toujours depuis 80 ans NWA World Heavyweight Championship.

### Création du titre TNA
L'entente prenait fin le 13 mai 2007 quand la NWA et TNA s'entendaient pour mettre fin à leurs relations, la NWA retirait le titre au champion NWA. La TNA continuait de reconnaître ses champions du monde comme des champions NWA jusqu'au 14 mai quand le nouveau titre était créé et utilisé pendant les enregistrements télé. Le titre était officiellement dévoilé (sur le site de la TNA) le 15 mai.

### Modification visuelle de la ceinture
Lors de l'édition de TNA Impact! du 11 novembre 2010, Hulk Hogan présente une version visuellement changée du TNA World Heavyweight Championship à l'actuel champion Jeff Hardy, nommée "The Immortal Championship". Cependant lors de l'édition du Impact! du 17 mars, le titre rechange de forme et c'est Sting, le champion, qui nous présente la nouvelle version car Hardy n'est plus champion cependant celle-là devient la nouvelle ceinture officiel de la Total Nonstop Action Wrestling. Lors de l'Impact Wrestling du 18 octobre, Jeff Hardy fait son entrée en présentant sa nouvelle forme du titre qui ressemble à la TNA Immortal Championship à l'époque du 1er règne de Hardy mais cette fois la ceinture est noire.